# Goldene Ehrenmedaille für Kunst und Wissenschaft

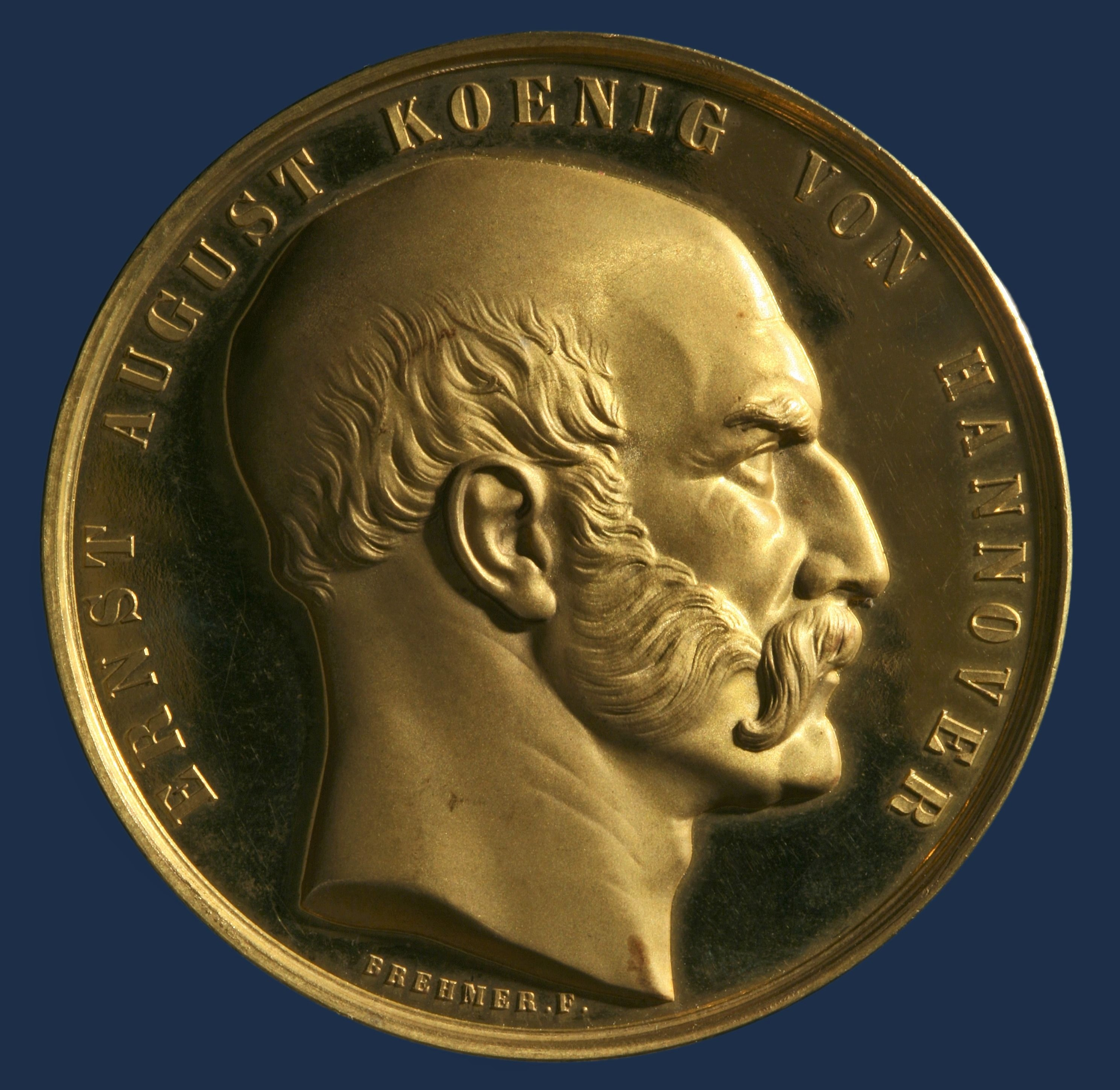
„Die Medaille hat keine Öse für ein Band. Es handelt sich also nicht um einen Orden oder eine tragbare Medaille, sondern um eine kunstvoll gestaltete Sonderzahlung in Gold“, wobei das Gewicht von 87,255 g dem Wert von 25 Dukaten entsprach;
Konterfei von Ernst August, König von Hannover; Signatur: Brehmer F;
Niedersächsisches Landesmuseum Hannover - Münzkabinet

Die Goldene Ehrenmedaille für Kunst und Wissenschaft wurde am 30. April 1843 von König Ernst August I. von Hannover gestiftet. Sie konnte an Frauen und Männer gleichermaßen verliehen werden, die sich nachhaltig um die Kunst und Wissenschaft im Königreich Hannover verdient gemacht hatten.

## Beschreibung
Die Medaille ist aus Gold und auf der Vorderseite ist das Bildnis des jeweils regierenden Königs von Hannover sowie umlaufend sein Name (bspw. ERNST AUGUST KOENIG VON HANNOVER) zu sehen. Die Rückseite zeigt einen Eichenkranz, in deren Mitte die Worte FÜR KUNST UND WISSENSCHAFT stehen. Zeitweilig war die Rückseite auch ohne Ehrenkranz geprägt worden.
Das Ordensband ist dunkelblau und die Auszeichnung wurde auf der linken Brust getragen.
Die Medaille hat einen Durchmesser von 50 Millimetern bei einem Gewicht von circa 88 bis 90 Gramm. Um den Rand wurde der Name des Empfängers eingegraben, so dass jede Medaille einzigartig ist.
Die ersten Medaillen aus den Jahren 1843 bis 1846 zeigten das von dem Berliner Medailleur Henri François Brandt geschaffene Profilbild des Königs Ernst August. 1846 und 1847 wurden übergangsweise die Stempel des Graveurs und Steinschneiders J. F. Fickenscher genutzt, ab 1847 dann das von dem Münzgraveur und Goldschmied Heinrich Brehmer gefertigte klassische Provil des Königs.

## Ehrungen
Im Adressbuch der Königlichen Haupt- und Residenzstadt Hannover für 1866, zugleich das letzte des Königreichs Hannover, wurden die bis dahin ausgezeichneten Träger hannoverscher Medaillen, so auch der Goldenen Ehren-Medaille für Kunst und Wissenschaft aufgeführt, darunter
- Porträtmaler und Professor Conrad L’Allemand;
- Senator und Druckereibesitzer Friedrich Culemann;
- Conservateur des Kgl. Münzkabinetts Archivrat Karl Grotefend;
- Hofschauspieler Karl Devrient;
- Baurat Conrad Wilhelm Hase;
- Conzertdirektor a. D. Joseph Joachim;
- Archivrat Onno Klopp;
- Kunstmaler Edmund Koken;
- Musikdirektor Otto Heinrich Lange;
- Kammersänger Albert Niemann;
- Obergerichtsdirektor August Karl Ernst von Werlhof.[2]
- Heinrich Brehmer, Medailleur der Königlich Hannoverschen Münze, bekam die Medaille 1857 von König Georg V. verliehen.[4]

Allerdings verlieh König Georg V. die Medaille auch noch aus dem Exil. Bis zum Jahr 1875 konnten bisher insgesamt 89 Medaillen-Verleihungen nachgewiesen werden (Forschungs-Stand: circa 1986).